# Яя-Борик
Яя-Борик — село в Яйском районе Кемеровской области России. Административный центр Бекетского сельского поселения.

## География
Село находится в северной части области, на правом берегу реки Яя, на расстоянии примерно 2 км (по прямой) к северу от районного центра посёлка городского типа Яя. Абсолютная высота — 138 м над уровнем моря.
Часовой пояс
Село Яя-Борик, как и вся Кемеровская область, находится в часовой зоне МСК+4. Смещение применяемого времени относительно UTC составляет +7:00.

## История
Село основано в 1895 году. По данным 1926 года имелось 193 хозяйства и проживало 1169 человек (в основном — русские). Функционировала школа I ступени. В административном отношении село являлось центром и единственным населённым пунктом Яя-Борикского сельсовета Ижморского района Томского округа Сибирского края.

## Население
| 2010 |
| ---- |
| 444  |

Гендерный состав
По данным Всероссийской переписи населения 2010 года, в гендерной структуре населения мужчины составляли 46,8 %, женщины — соответственно 53,2 %.
Национальный состав
Согласно результатам переписи 2002 года, в национальной структуре населения русские составляли 93 % из 544 чел.

## Улицы
- ул. Береговая,
- ул. Садовая,
- ул. Центральная,
- ул. Школьная,
- пер. Школьный[6].

## Инфраструктура
В селе функционируют фельдшерско-акушерский пункт, сельский клуб, детский сад и отделение Почты России.